# Alepidea
Alepidea is een geslacht uit de schermbloemenfamilie (Apiaceae). De soorten uit het geslacht komen voor in Afrika, van Ethiopië tot in Zuid-Afrika.

## Soorten
- Alepidea acutidens Weim.
- Alepidea amatymbica Eckl. & Zeyh.
- Alepidea angustifolia Schltr. & H.Wolff
- Alepidea attenuata Weim.
- Alepidea calocephala Schltr. & H.Wolff
- Alepidea capensis (P.J.Bergius) R.A.Dyer
- Alepidea cirsiifolia Schltr. & H.Wolff
- Alepidea comosa Dümmer
- Alepidea concinna Dümmer
- Alepidea cordifolia B.-E.van Wyk
- Alepidea delicatula Weim.
- Alepidea duplidens Weim.
- Alepidea galpinii Dümmer
- Alepidea inflexa S.-L.Hutch. & Magee
- Alepidea insculpta Hilliard & B.L.Burtt
- Alepidea jenkinsii R.Pott
- Alepidea longeciliata Schinz ex Dümmer
- Alepidea longipetiolata Schltr. & H.Wolff
- Alepidea macowanii Dümmer
- Alepidea multisecta B.L.Burtt
- Alepidea natalensis J.M.Wood & M.S.Evans
- Alepidea peduncularis Steud. ex A.Rich.
- Alepidea pilifera Weim.
- Alepidea pusilla Weim.
- Alepidea schlechteri H.Wolff
- Alepidea serrata Eckl. & Zeyh.
- Alepidea setifera N.E.Br.
- Alepidea stellata Weim.
- Alepidea thodei Dümmer
- Alepidea woodii Oliv.
- Alepidea wyliei Dümmer

... · 
Aciphylla · 
Actinotus · 
Aegopodium · 
Aethusa · 
Ammi (Akkerscherm) · 
Anethum · 
Angelica (Engelwortel) · 
Anisotome · 
Anthriscus (Kervel) · 
Apium (Moerasscherm) · 
Artedia · 
Astrantia (Sterrenscherm) · 
Athamanta · 
Azorella · 
Berula · 
Bifora · 
Bunium · 
Bupleurum (Goudscherm) · 
Carum (Karwij) · 
Caucalis · 
Chaerophyllum (Ribzaad) · 
Cicuta · 
Conium · 
Conopodium · 
Coriandrum · 
Crithmum · 
Cuminum · 
Daucus · 
Eryngium (Kruisdistel) · 
Falcaria · 
Ferula · 
Foeniculum · 
Heracleum (Berenklauw) · 
Levisticum · 
Myrrhis · 
Oenanthe (Torkruid) · 
Orlaya · 
Pastinaca (Pastinaak) · 
Petroselinum (Peterselie) · 
Peucedanum (Varkenskervel) · 
Pimpinella (Bevernel) · 
Pycnocycla ·
Sanicula · 
Scandix · 
Selinum · 
Silaum · 
Sium · 
Smyrnium (Zwarte kervel) · 
Steganotaenia · 
Thapsia · 
Thaspium · 
Thecocarpus · 
Tiedemannia · 
Tilingia · 
Torilis (Doornzaad) · 
Xanthosia · 
...